# Mark Hunt
Mark Richard Hunt (ur. 23 marca 1974 w Auckland) – nowozelandzki kick-boxer i zawodnik mieszanych sztuk walki wagi ciężkiej o samoańskich korzeniach. Mistrz K-1 World GP z 2001 roku. Były weteran organizacji Pride FC czy UFC.

## Kariera sportowa
Pierwszy kontakt ze sportami walki Hunt nawiązał, gdy ochroniarz klubu nocnego i jednocześnie trener muay thai, będąc świadkiem jego ulicznej bójki przed dyskoteką, zaprosił go na treningi do klubu Sam Marster's w South Auckland. Pierwszą oficjalną profesjonalną walkę stoczył w 1995 roku. Wygrał ją przez nokaut.

### K-1
Mimo specyficznych warunków fizycznych (tylko 178 cm wzrostu i ponad 120 kg wagi), Hunt odznaczał się walecznością, siłą i niezwykłą odpornością na ciosy. W lutym 2000 roku po raz pierwszy wystąpił w K-1 i już w debiucie wygrał turniej K-1 Oceania Grand Prix. Dzięki temu zwycięstwu dostał szansę walki w Japonii z jednym z najlepszych zawodników tej organizacji, Jérôme Le Bannerem. Francuz wygrał przez jednogłośną decyzję (w przyszłości spotkają się na ringu jeszcze trzykrotnie).
Rok później Hunt ponownie wygrał turniej Oceania Grand Prix i stanął do walki z elitą K-1 w turnieju w Melbourne. W pierwszej walce znokautował Japończyka Hiromiego Amadę, ale w półfinale przegrał z mistrzem K-1, Ernesto Hoostem. Mimo to, dzięki otrzymaniu dzikiej karty (ze względu na kontuzję Mirko Filipovicia), wystąpił w turnieju K-1 World Grand Prix 2001 w Fukuoce, będącym eliminacją do Finału K-1 World Grand Prix w Tokio. Hunt przegrał po emocjonującej walce z rodakiem Rayem Sefo. Znów sprzyjało mu jednak szczęście, gdyż Sefo wycofał się z turnieju z powodu kontuzji. Hunt zajął jego miejsce w finale, w którym znokautował Australijczyka Adama Watta, co dało mu przepustkę do Finału World GP. Hunt niespodziewanie wygrał tokijski turniej, w ćwierćfinale nokautując Jérôme Le Bannera, w półfinale eliminując Stefana Leko, a w finale pokonując brazylijskiego mistrza świata Kyokushin, Francisco Filho. Tym samym Nowozelandczyk został pierwszym i jedynym mistrzem K-1 WGP spoza Europy.
W marcu 2002 roku przegrał przez decyzję z Mirko Filipoviciem. Dwa miesiące później, na turnieju World Grand Prix w Paryżu, spotkał się po raz trzeci z Le Bannerem. Walka ta jest uznawana za jedną z najlepszych w historii K-1. Walczący przed własną publicznością Francuz chciał zrewanżować się Huntowi za porażkę z Finału World Grand Prix, już na samym początku walki ruszył więc do ataku. Pierwszą rundę wygrał zdecydowanie, kilkakrotnie mocno trafiając rywala. Druga runda stała, podobnie jak pierwsza, pod znakiem dominacji Le Bannera, który ciosem prostym posłał Hunta na deski. Nowozelandczyk był liczony, ale zdołał się podnieść. Niecałą minutę później sam powalił ciosem podbródkowym Le Bannera. Francuz był oszołomiony, ale wstał na „8”. Przez następną minutę obaj zawodnicy wymieniali się seriami ciosów, aż w samej końcówce rundy Le Banner zadał Huntowi celne kopnięcie okrężne w szczękę. Hunt ponownie zdołał powstać i dotrwał do gongu kończącego drugą rundę. Nie wyszedł jednak do trzeciej rundy, doznając tym samym pierwszej w swej karierze przegranej przed czasem (przez techniczny nokaut).
W Finale World Grand Prix 2002 stanął do walki w obronie mistrzowskiego tytułu, przegrał jednak w półfinale z Le Bannerem. Ostatnią walkę w K-1 Hunt stoczył w maju 2003 roku, pokonując Gary’ego Goodridge'a, po czym zdecydował się spróbować swych sił w MMA.
Na ring K-1 powrócił po długiej przerwie 13 kwietnia 2008 roku. W Jokohamie walczył o tytuł mistrza świata K-1 w kategorii superciężkiej z Holendrem Semmym Schiltem. Przegrał przez nokaut po kopnięciu obrotowym w korpus. Po walce zapowiedział, że nie przewiduje w najbliższej przyszłości dalszych występów w formule K-1.

### Mieszane sztuki walki

#### PRIDE FC
W PRIDE FC zadebiutował w czerwcu 2004 roku w walce z mistrzem olimpijskim w judo z Barcelony, Hidehiko Yoshidą. Japończyk zmusił Hunta do poddania się, zakładając mu dźwignię na ramię (tzw. balachę). W następnej walce Nowozelandczyk znokautował amerykańskiego zapaśnika Dana Bobisha. Na gali Shockwave 2004 spotkał się z lżejszym o blisko 30 kilogramów mistrzem PRIDE w wadze średniej, Wanderleiem Silvą. Hunt wygrał przez niejednogłośną decyzję sędziów, ale werdykt ten wywołał duże kontrowersje, gdyż Silva dominował w 2. i 3. rundzie.
Na gali Shockwave 2005 starł się z Mirko Filipoviciem. Miał to być rewanż za walkę, którą stoczyli w K-1. Hunt wygrał przez decyzję, mimo że otrzymał dwa kopnięcia okrężne w głowę (po których nawet się nie zachwiał).
W 2006 roku wziął udział w turnieju Open Weight Grand Prix, nokautując w pierwszej walce Tsuyoshiego Kohsakę. W drugiej rundzie spotkał się z Amerykaninem Joshem Barnettem i przegrał przez poddanie.
Rok później na gali Shockwave 2006 doszło do walki Hunta z mistrzem PRIDE wagi ciężkiej, Rosjaninem Fiodorem Jemieljanienko. Ze względu na fakt, iż Rosjanin to utytułowany grappler, a Hunt wciąż nie miał dużego doświadczenia w walce w parterze, spodziewano się łatwego zwycięstwa mistrza. Jednak to Hunt założył Jemieljanience dźwignię na ramię, ale nie był w stanie zmusić go do poddania się. Kilka minut później sam musiał się poddać, kiedy to Rosjanin założył mu dźwignię.

#### DREAM
Po wykupieniu w 2007 roku PRIDE FC przez ZUFFA (głównego udziałowca konkurencyjnego UFC) Hunt nie porozumiał się co do przedłużenia kontraktu i w konsekwencji przez ponad rok nie walczył.
W 2008 roku podpisał kontrakt z nowo powstałą japońską organizacją DREAM. W debiucie, podczas gali DREAM.5, przegrał z Holendrem Alistairem Overeemem przez poddanie. 31 grudnia 2008 roku na gali Dynamite!! 2008 został znokautowany w ciągu zaledwie 18 sekund przez lżejszego od siebie aż o 40 kilogramów Melvina Manhoefa. Była to jego pierwsza porażka przez KO w MMA. W maju 2009 roku wystartował w turnieju DREAM Super Hulk. Odpadł w ćwierćfinale pokonany przez byłego mistrza DREAM w wadze średniej Gegarda Mousasi.

#### UFC
W lipcu 2010 roku Hunt porozumiał się z ZUFFA na temat rozwiązania ciągnącego się od 3 lat sporu. Ogłoszono, że Nowozelandczyk stoczy jedną walkę w UFC. Odbyła się ona we wrześniu na gali UFC 119, a jego przeciwnikiem był niepokonany Sean McCorkle. Hunt przegrał w ciągu kilkudziesięciu sekund przez poddanie.
Mimo porażki Nowozelandczyk otrzymał kolejną szansę występu podczas UFC 127 w Sydney (27 lutego 2011 roku). Znokautował wtedy Amerykanina Chrisa Tuchscherera ciosem podbródkowym w 2. rundzie oraz otrzymał bonus pieniężny za "nokaut wieczoru". Tym samym przerwał passę 6 porażek i zanotował pierwsze zwycięstwo od 2006 roku. 24 września stoczył wygrany pojedynek z Benem Rothwellem na gali UFC 135 – Jones vs Rampage. 26 lutego 2012 roku znokautował Francuza Cheicka Kongo na gali UFC 144 serią ciosów pięściami w 1. rundzie. Kolejny pojedynek w UFC stoczył w Japonii, na gali UFC on Fuel TV 8. Rywalem Hunta był mierzący aż 213 centymetrów Holender Stefan Struve. Przy takiej dysproporcji warunków fizycznych (wzrost i rozpiętość ramion na korzyść Struva) wielu fachowców i komentatorów skazywało Hunta na sromotną porażkę. Ku zaskoczeniu wielu, Hunt od samego początku pojedynku przeważał boksersko, systematycznie trafiając wysokiego Holendra ciosami sierpowymi. Holender odpowiadał sprowadzeniami, próbami poddań z których Hunt bez większych problemów uciekał oraz miał dwukrotnie okazję skończyć pojedynek ciosami w parterze ale tak jak w przypadku prób poddania, Huntowi udawało się uciec z zagrożonych pozycji. Do 3. rundy zawodnicy wchodzili wyczerpani i słaniający się na nogach. Słabość rywala wykorzystał Hunt trafiając kolejnymi obszernymi ciosami zmęczonego Holendra który po jednym z mocnych ciosów padł na deski, a sędzia chwilę później przerwał pojedynek. Za ten nokaut Hunt zarobił 50 tys. dolarów z bonusu za "nokaut wieczoru". Po gali okazało się, iż Hunt swoimi ciosami spowodował pęknięcie żuchwy Struva.
25 maja 2013 zmierzył się z byłym mistrzem UFC w wadze ciężkiej, czołowym zawodnikiem w organizacji Juniorem dos Santosem. Hunt uległ Brazylijczykowi przez ciężki nokaut po obrotowym kopnięciu na 42. sekundy przed końcem pojedynku. Pod koniec roku, 7 grudnia zmierzył się w Australii z kolejnym Brazylijczykiem, Antônio Silvą. Hunt w pierwszych dwóch rundach przyjmował ciosy i niskie kopnięcia co spowodowało m.in. lekką kontuzję stopy. Od 3. rundy Hunt zaczął odrabiać straty punkowe i pomimo wyraźnie kontuzjowanej nogi trafiał w stójce oraz zapaśniczo przeważał rywala. Również praca w klinczu była bardzo aktywna w którym Hunt zadawał krótkie ciosy łokciami, jednak pod koniec 3. rundy przy próbie przewrócenia Silvy na ziemię, rywal skontrował Nowozelandczyka przewracając go i zdobywając pozycję dominującą – tzw. dosiad, w której Hunt do końca rundy przyjmował ciosy praktycznie bez obrony. Rundy 4 i 5 to walka głównie w stójce gdzie zawodnicy kompletnie już wycieńczeni i słaniający się na nogach wymieniają ciosy które w większości dochodziły do celu lecz Hunt w tym aspekcie był bardziej precyzyjny, zadając przy tym wielokrotnie ciosy łokciami, co spowodowało kilka głębokich rozcięć na twarzy Silvy. Ostatecznie i dość niespodziewanie sędziowie ogłosili większościowy remis (48-47, 47-47, 47-47).
20 września 2014 roku w Tokio wygrał z Amerykaninem Royem Nelsonem, nokautując go w 2. rundzie prawym podbródkowym. Stał się również pierwszym zawodnikiem który pokonał przed czasem Amerykanina w UFC. 9 lipca 2016 na UFC 200, przegrał z powracającym po prawie pięciu latach do MMA, Brockiem Lesnarem jednogłośnie na punkty. Tydzień po gali, USADA poinformowała o potencjalnym naruszeniu polityki antydopingowej przez Brocka Lesnara. Po czasie potwierdzono, że Lesnar był podczas pojedynku z Huntem na dopingu, zmuszając tym samym komisję do zawieszenia go, a wynik walki zmieniając na no contest.

## Osiągnięcia
- 2001: mistrz K-1 World Grand Prix
- 2001: K-1 World GP w Fukuoce – 1. miejsce
- 2001: K-1 World GP w Melbourne – 1. miejsce
- 2000: K-1 Oceania GP – 1. miejsce
- 1999: mistrz Australii WKBF w wadze superciężkiej

## Lista walk w kick-boxingu
| Wynik | Przeciwnik          | Rozstrzygnięcie                 | Runda | Czas | Rozgrywki                                   | Data       | Miejsce   |
| przegrał walkę o mistrzostwo K-1 w wadze superciężkiej                                                                                         |                     |                                 |       |      |                                             |            |           |
| Przegrana | Semmy Schilt        | KO (kopnięcie obrotowe)         | 1     | 3:00 | K-1 World GP 2008 in Yokohama               | 13.04.2008 | Jokohama  |
| Wygrana | Gary Goodridge      | Decyzja (jednogłośna)           | 3     | 3:00 | K-1 World Grand Prix 2003 in Las Vegas      | 02.05.2003 | Las Vegas |
| Przegrana | Jérôme Le Banner    | Decyzja (jednogłośna)           | 3     | 3:00 | Finał K-1 World Grand Prix 2002             | 17.02.2002 | Tokio     |
| Wygrana | Stefan Leko         | KO (lewy sierpowy)              | 3     | 1:16 | Finał K-1 World Grand Prix 2002             | 17.12.2002 | Tokio     |
| zakwalifikował się do Finału K-1 World Grand Prix 2002                                                                                         |                     |                                 |       |      |                                             |            |           |
| Wygrana | Mike Bernardo       | Decyzja (jednogłośna)           | 4     | 3:00 | K-1 World Grand Prix 2002 Final Elimination | 05.10.2002 | Saitama   |
| Przegrana | Jérôme Le Banner    | TKO (poddanie przez narożnik)   | 2     | 3:00 | K-1 World Grand Prix 2002 in Paris          | 22.05.2002 | Paryż     |
| Przegrana | Mirko Filipović     | Decyzja (jednogłośna)           | 5     | 3:00 | K-1 World Grand Prix 2002 in Nagoya         | 03.03.2002 | Nagoja    |
| Wygrana | Tsuyoshi Nakasako   | TKO (przerwanie przez sędziego) | 2     | 2:55 | K-1 Rising 2002                             | 27.01.2002 | Shizuoka  |
| wygrał mistrzostwo K-1 World Grand Prix 2001                                                                                                   |                     |                                 |       |      |                                             |            |           |
| Wygrana | Francisco Filho     | Decyzja (jednogłośna)           | 4     | 3:00 | Finał K-1 World Grand Prix 2001             | 08.12.2001 | Tokio     |
| Wygrana | Stefan Leko         | Decyzja (jednogłośna)           | 3     | 3:00 | Finał K-1 World Grand Prix 2001             | 08.12.2001 | Tokio     |
| Wygrana | Jérôme Le Banner    | KO (prawy sierpowy)             | 2     | 2:32 | Finał K-1 World Grand Prix 2001             | 08.12.2001 | Tokio     |
| zastąpił w finale kontuzjowanego Sefo – wygrał turniej K-1 World GP 2001 in Fukuoka                                                            |                     |                                 |       |      |                                             |            |           |
| Wygrana | Adam Watt           | TKO (przerwanie przez lekarza)  | 3     | 1:38 | K-1 World Grand Prix 2001 in Fukuoka        | 08.10.2001 | Fukuoka   |
| przegrał w półfinale turnieju K-1 World Grand Prix 2001 in Fukuoka                                                                             |                     |                                 |       |      |                                             |            |           |
| Przegrana | Ray Sefo            | Decyzja (jednogłośna)           | 3     | 3:00 | K-1 World Grand Prix 2001 in Fukuoka        | 08.10.2001 | Fukuoka   |
| Przegrana | Peter Graham        | Decyzja (jednogłośna)           | 5     | 3:00 | K-1 New Zealand Grand Prix 2001             | 21.07.2001 | Auckland  |
| pomimo przegranej w półfinale turnieju K-1 World Grand Prix 2000 in Nagoya dostał zaproszenie do turnieju K-1 World Grand Prix 2001 in Fukuoka |                     |                                 |       |      |                                             |            |           |
| Przegrana | Ernesto Hoost       | Decyzja (jednogłośna)           | 3     | 3:00 | K-1 World Grand Prix 2001 in Melbourne      | 16.06.2001 | Melbourne |
| Wygrana | Hiromi Amada        | KO (prawy sierpowy)             | 1     | 2:52 | K-1 World Grand Prix 2001 in Melbourne      | 16.06.2001 | Melbourne |
| wygrał turniej K-1 World Grand Prix 2001 |                     |                                 |       |      |                                             |            |           |
| Wygrana | Peter Graham        | KO (prawy podbródkowy)          | 3     | 2:10 | K-1 World Grand Prix 2001 in Melbourne      | 24.02.2001 | Melbourne |
| Wygrana | Andrew Peck         | KO (cios pięścią)               | 1     | 0:48 | K-1 World Grand Prix 2001 in Melbourne      | 24.02.2001 | Melbourne |
| Wygrana | Nathan Briggs       | KO (ciosy pięścią)              | 1     | 0:57 | K-1 World Grand Prix 2001 in Melbourne      | 24.02.2001 | Melbourne |
| przegrał w ćwierćfinale turniej K-1 World Grand Prix 2000 in Nagoya                                                                            |                     |                                 |       |      |                                             |            |           |
| Przegrana | Jérôme Le Banner    | Decyzja (jednogłośna)           | 3     | 3:00 | K-1 World Grand Prix 2000 in Nagoya         | 30.07.2000 | Nagoja    |
| Wygrana | Fadi Haddara        | KO (ciosy pięścią)              | 5     | 3:00 | K-1 Revenge Oceania                         | 14.05.2000 | Melbourne |
| wygrał turniej K-1 Grand Prix 2000 Oceania |                     |                                 |       |      |                                             |            |           |
| Wygrana | Phil Fagan          | KO                              | 2     | 0:30 | K-1 Grand Prix 2000 Oceania                 | 27.02.2000 | Melbourne |
| Wygrana | Rony Sefo           | Decyzja (jednogłośna)           | 3     | 3:00 | K-1 Grand Prix 2000 Oceania                 | 27.02.2000 | Melbourne |
| Wygrana | Clay Aumitagi       | KO                              | 2     | 1:56 | K-1 Grand Prix 2000 Oceania                 | 27.02.2000 | Melbourne |
| Przegrana | Neilson Taione      | Decyzja (jednogłośna)           | 5     | 3:00 | Superfighter 2                              | 23.10.1999 | Sydney    |
| zdobył mistrzostwo Australii WKBF w wadze superciężkiej                                                                                        |                     |                                 |       |      |                                             |            |           |
| Wygrana | Chris Chrispoulides | Decyzja (jednogłośna)           | 5     | 3:00 | WBKF                                        | ??.??.1999 | Sydney    |

## Lista walk MMA
13 zwycięstw – 14 porażek – 1 remis – 1 no contest
| Wynik      | Bilans      | Przeciwnik            | Rozstrzygnięcie                                                                                    | Runda | Czas | Rozgrywki                                   | Data       | Miejsce          | Uwagi                                                                |
| ---------- | ----------- | --------------------- | -------------------------------------------------------------------------------------------------- | ----- | ---- | ------------------------------------------- | ---------- | ---------------- | -------------------------------------------------------------------- |
| Przegrana  | 13-14-1 (1) | Justin Willis         | Decyzja (jednogłośna)                                                                              | 3     | 5:00 | UFC Fight Night 142: Dos Santos vs. Tuivasa | 01.12.2018 | Adelaide         |                                                                      |
| Przegrana  | 13-13-1 (1) | Aleksiej Olejnik      | Poddanie (duszenie zza pleców)                                                                     | 1     | 4:26 | UFC Fight Night: Hunt vs. Oleynik           | 15.09.2018 | Moskwa           | Main event                                                           |
| Przegrana  | 13-12-1 (1) | Curtis Blaydes        | Decyzja (jednogłośna)                                                                              | 3     | 5:00 | UFC 221                                     | 10.02.2018 | Perth            | Co-main event                                                        |
| Wygrana    | 13-11-1 (1) | Derrick Lewis         | TKO (ciosy pięściami)                                                                              | 4     | 3:51 | UFC Fight Night 110: Lewis vs. Hunt         | 10.06.2017 | Auckland         |                                                                      |
| Przegrana  | 12-11-1 (1) | Alistair Overeem      | KO (cios kolanem)                                                                                  | 3     | 1:44 | UFC 209                                     | 04.03.2017 | Las Vegas        |                                                                      |
| No contest | 12-10-1 (1) | Brock Lesnar          | No Contest (początkowo decyzją wygrał Lesnar, ale w związku z wpadką dopingową walka uznana za NC) | 3     | 5:00 | UFC 200                                     | 09.07.2016 | Las Vegas        |                                                                      |
| Wygrana    | 12-10-1     | Frank Mir             | KO (cios pięścią)                                                                                  | 3     | 3:01 | UFC Fight Night 85: Hunt vs. Mir            | 20.03.2016 | Brisbane         | występ wieczoru                                                      |
| Wygrana    | 11-10-1     | Antônio Silva         | TKO (ciosy pięściami)                                                                              | 1     | 3:41 | UFC 193                                     | 15.11.2015 | Melbourne        |                                                                      |
| Przegrana  | 10-10-1     | Stipe Miocic          | TKO (ciosy pięściami)                                                                              | 5     | 2:47 | UFC Fight Night 65: Miocic vs. Hunt         | 10.05.2015 | Adelaide         |                                                                      |
| Przegrana  | 10-9-1      | Fabricio Werdum       | TKO (uderzenie kolanem i ciosy pięściami)                                                          | 2     | 2:27 | UFC 180                                     | 15.11.2014 | Meksyk           | Pojedynek o tymczasowe mistrzostwo UFC w wadze ciężkiej, Main Event. |
| Wygrana    | 10-8-1      | Roy Nelson            | KO (prawy podbródkowy)                                                                             | 2     | 3:00 | UFC Fight Night: Hunt vs. Nelson            | 20.09.2014 | Tokio            | występ wieczoru                                                      |
| Remis      | 9-8-1       | Antônio Silva         | Remis (większościowy)                                                                              | 5     | 5:00 | UFC Fight Night 33: Hunt vs. Bigfoot        | 07.12.2013 | Brisbane         | walka wieczoru                                                       |
| Przegrana  | 9-8         | Junior dos Santos     | KO (obrotowe kopnięcie w głowę)                                                                    | 3     | 4:12 | UFC 160                                     | 25.05.2013 | Las Vegas        | walka wieczoru                                                       |
| Wygrana    | 9-7         | Stefan Struve         | TKO (cios pięścią)                                                                                 | 3     | 1:44 | UFC on Fuel TV: Silva vs. Stann             | 03.03.2013 | Saitama          | nokaut wieczoru                                                      |
| Wygrana    | 8-7         | Cheick Kongo          | TKO (ciosy pięściami)                                                                              | 1     | 2:11 | UFC 144                                     | 26.02.2012 | Saitama          |                                                                      |
| Wygrana    | 7-7         | Ben Rothwell          | Decyzja (jednogłośna)                                                                              | 3     | 5:00 | UFC 135                                     | 25.09.2011 | Denver           |                                                                      |
| Wygrana    | 6-7         | Chris Tuchscherer     | KO (cios pięścią)                                                                                  | 2     | 1:41 | UFC 127                                     | 27.02.2011 | Sydney           | nokaut wieczoru                                                      |
| Przegrana  | 5-7         | Sean McCorkle         | Poddanie (dźwignia na staw łokciowy)                                                               | 1     | 1:03 | UFC 119                                     | 25.09.2010 | Indianapolis     |                                                                      |
| Przegrana  | 5-6         | Gegard Mousasi        | Poddanie (dźwignia na staw łokciowy)                                                               | 1     | 1:19 | DREAM 9                                     | 26.05.2009 | Jokohama         | Ćwierćfinał turnieju DREAM Super Hulk GP                             |
| Przegrana  | 5-5         | Melvin Manhoef        | KO (ciosy pięściami)                                                                               | 1     | 0:18 | Dynamite!! 2008                             | 31.12.2008 | Saitama          |                                                                      |
| Przegrana  | 5-4         | Alistair Overeem      | Poddanie (klucz na rękę)                                                                           | 1     | 1:11 | DREAM 5                                     | 21.07.2008 | Osaka            |                                                                      |
| Przegrana  | 5-3         | Fiodor Jemieljanienko | Poddanie (kimura)                                                                                  | 1     | 8:16 | PRIDE Shockwave 2006                        | 31.12.2006 | Saitama          | Walka o mistrzostwo PRIDE FC w wadze ciężkiej                        |
| Przegrana  | 5-2         | Josh Barnett          | Poddanie (kimura)                                                                                  | 1     | 2:02 | PRIDE Critical Countdown Absolute           | 01.07.2006 | Saitama, Japonia | Ćwierćfinał turnieju PRIDE 2006 Openweight GP                        |
| Wygrana    | 5-1         | Tsuyoshi Kōsaka       | TKO (ciosy pięściami)                                                                              | 2     | 4:15 | PRIDE Total Elimination Absolute            | 05.05.2006 | Osaka            | I runda turnieju PRIDE 2006 Openweight GP                            |
| Wygrana    | 4-1         | Yosuke Nishijima      | KO (cios pięścią)                                                                                  | 3     | 1:18 | PRIDE 31                                    | 26.02.2006 | Saitama          |                                                                      |
| Wygrana    | 3-1         | Mirko Filipović       | Decyzja sędziów (niejednogłośna)                                                                   | 3     | 5:00 | PRIDE Shockwave 2005                        | 31.12.2005 | Saitama          |                                                                      |
| Wygrana    | 2-1         | Wanderlei Silva       | Decyzja sędziów (niejednogłośna)                                                                   | 3     | 5:00 | PRIDE Shockwave 2004                        | 31.12.2004 | Saitama          |                                                                      |
| Wygrana    | 1-1         | Dan Bobish            | TKO (kopnięcie w korpus)                                                                           | 1     | 6:23 | PRIDE 28                                    | 31.10.2004 | Saitama          |                                                                      |
| Przegrana  | 0-1         | Hidehiko Yoshida      | Poddanie (dźwignia na staw łokciowy)                                                               | 1     | 5:25 | PRIDE Critical Countdown 2004               | 20.06.2004 | Saitama          | Debiut w MMA                                                         |